# Psammokalliapseudes granulosus
Psammokalliapseudes granulosus är en kräftdjursart som beskrevs av Silva Brum 1974. Psammokalliapseudes granulosus ingår i släktet Psammokalliapseudes och familjen Kalliapseudidae. Inga underarter finns listade i Catalogue of Life.